# Verein für Thüringische Geschichte
Der Verein für Thüringische Geschichte ist ein deutscher Geschichtsverein mit Sitz in Jena.

## Geschichte
Der Verein wurde am 2. Januar 1852 als Verein für Thüringische Geschichte und Alterthumskunde an der damals einzigen Universität im thüringischen Raum – in Jena – gegründet. Seine größte Mitgliederzahl hatte er 1902 mit 538 Mitgliedern. Seine Tätigkeit wurde 1950 eingestellt und 1990 unter dem Namen Verein für Thüringische Geschichte e. V. wieder aufgenommen. Strukturell wie personell ist er eng mit dem Historischen Institut der Universität Jena verknüpft, wo sich bis heute die Geschäftsstelle befindet. Mitglieder können sowohl natürliche als auch juristische Personen (Institutionen) werden.

## Vereinszweck und Tätigkeit
Der Zweck des Vereins ist laut Satzung die Förderung der „regionale[n] und territoriale[n] Geschichtsforschung in Thüringen in allen seinen früheren und jetzigen Bestandteilen, also unabhängig vom Verlauf der Landesgrenzen und ohne zeitliche Begrenzung.“ Zu diesem Zwecke gibt er in Verbindung mit der Historischen Kommission für Thüringen jährlich die wissenschaftliche Zeitschrift für Thüringische Geschichte (ZThG) sowie in unregelmäßigen Abständen eine Schriftenreihe als Beihefte heraus. Für die vereinsinterne Kommunikation erscheinen die Blätter des Vereins für Thüringische Geschichte.
Neben regelmäßigen Vortragsveranstaltungen in Jena findet seit 1994 jährlich der Tag der Thüringischen Landesgeschichte an wechselnden Orten statt, der ebenfalls mit der Historischen Kommission für Thüringen und den jeweils lokalen Geschichtsvereinen ausgerichtet wird.
Vereinsorgane: Die jährliche Mitgliederversammlung wählt den Vorstand für drei Jahre. Dieser beruft Mitglieder in die Redaktion.
Die archivwürdigen Vereinsunterlagen befinden sich im Universitätsarchiv Jena. Der Verein ist Mitglied des Gesamtvereins der Deutschen Geschichts- und Altertumsvereine.

## Bekannte Mitglieder (Auswahl)

### Gründungsmitglieder (1852)
- Johann Gustav Droysen (Mitglied im ersten Vereinsausschuss 1852)
- Gustav Fischer (Mitglied im ersten Vereinsausschuss 1852)
- Friedrich Johannes Frommann (erster Kassierer 1852, Buchhändler und Verleger)
- Andreas Ludwig Jacob Michelsen (erster stellvertretender Vorsitzender 1852)
- Heinrich Rückert (erster Schriftführer 1852)
- Johann Karl Eduard Schwarz (Mitglied im ersten Vereinsausschuss 1852)
- Moritz Seebeck (erster Vorsitzender 1852)
- Karl Bernhard Stark (Mitglied im ersten Vereinsausschuss 1852)
- Franz Xaver Wegele (Mitglied im ersten Vereinsausschuss 1852)

### Weitere Mitglieder (Auswahl)
- Enno Bünz
- Otto Dobenecker (ab 1891 Herausgeber, 1926–1931 Vorsitzender)
- Werner Greiling
- Jürgen John
- Herbert Koch (Redakteur, Vorstandsmitglied)
- Patrick Kurth
- Richard Adelbert Lipsius (1877–1892 Vorsitzender)
- Werner Mägdefrau
- Konrad Marwinski
- Georg Mentz (1930–1940 Vorsitzender)
- Theodor Muther
- Eduard Rosenthal (ehemaliger Vorstand von 1902 bis 1926)
- Uwe Schirmer (aktuelles Vorstandsmitglied)
- Friedrich Schneider (ehemaliger Vorstand bis 1950)
- Albert Schulz
- Rüdiger Stutz
- Georg Thieler
- Armin Tille
- Matthias Werner